# Punta Gorda, Florida
Punta Gorda är en stad (city) i Charlotte County, i delstaten Florida, USA. Enligt United States Census Bureau har staden en folkmängd på 16 697 invånare (2011) och en landarea på 38,9 km². Punta Gorda är huvudort i Charlotte County.